# キス (カーリー・レイ・ジェプセンのアルバム)
『キス』（Kiss）は、カーリー・レイ・ジェプセンの2枚目のアルバムである。

## 概要
シングル「キュリオシティ」のあとに発売されたアルバムで、このうちシングルカットされた2曲目の「コール・ミー・メイビー」が大ヒットを記録した。
収録曲のジャンルはディスコ・ポップ、 ダンス・ポップ 、 ティーン・ポップ が中心であり、マドンナやカーズ (バンド)、ロビン (歌手)を意識した曲が多い。
楽曲のプロデュースには、ダラス・オースティンやジョシュ・ラムジー、レッドフーが参加し、ゲストボーカルにはジャスティン・ビーバーが参加した。

## 収録曲
1. Tiny Little Bows
2. This Kiss
3. コール・ミー・メイビー　Call Me Maybe
4. Curiosity
5. グッド・タイム  Good Time 
アウル・シティーとの共演作。
6. More than a Memory
7. Turn Me Up
8. Hurt So Good
9. Beautiful
10. Tonight I'm Getting Over You
11. Guitar String/Wedding Ring
12. Your Heart Is a Muscle
13. Drive
14. Wrong Feels So Right
15. Sweetie
16. I Know You Have a Girlfriend